# Чернов, Денис Валериевич
Дени́с Вале́риевич Чернов (род. 22 мая 1978, Самбор, Львовская область) — украинский и российский художник, член Союза художников Украины, Союза художников России.

## Биография
Родился в городе Самборе (Львовская область). Окончил Харьковское художественное училище и Харьковскую государственную академию дизайна и искусств (где преподает рисунок; также был соискателем при аспирантуре ХГАДИ на отделении «История и теория культуры»).
Работы Д. Чернова хранятся в частных коллекциях Англии, Греции, Испании, Италии, Канады, России, США, Украины, Франции, Японии.
Работает преимущественно в технике карандашного рисунка и масляной живописи.

## Награды и достижения
- Медаль «Талант и призвание» (международная ассоциация «Миротворец»)
- Победа в номинации «Рисунок» в ARC (Art Renewal Center); рисунок «Лодка»

## Научные публикации
- Чернов Д. В. Вечность, архетип Самости и его символи; Вісник Харківської державної академії дизайну і мистецтв № 8. — Харків, 2005.
- Чернов Д. В. Время и Вечность; Харківської державної академії дизайну і мистецтв № 9. — Харків, 2005.
- Chernov, D. Art as a Symbolic Form of Culture; Вісник Харківської державної академії дизайну і мистецтв № 3. — Харків, 2006.
- Чернов Д. В. Время, человек и природа в западноевропейской пейзажной живописи 16-17 веков; Вісник Харківської державної академії дизайну і мистецтв
- Чернов Д. В. Современность и классика: в продолжение спора о древних и новых; Вісник ХДАДМ: Зб. наук. пр.;за ред. Даниленка В. Я. — Харків: ХДАДМ, 2007. № 5.
- Чернов Д. В. До проблеми прочитання алегоричного і символічного в картинах Н. Пуссена «Танок людського життя» і «Час рятує Істину від заздрості і розбрату» / Д. В. Чернов // Культура народов Причерноморья. Научный журнал № 177, 2010. — Симферополь: ТНУ им. В. И. Вернадського, 2010. — с. 184—187.
- Чернов Д. В. Историческое и символическое время в картине П. Веронезе «Пир в доме Левия» («Тайная Вечеря») / Д. В. Чернов //Вісник ХДАДМ: Зб. наук. пр.- Х.: ХДАДМ, 2007. — № 11. — С. 148—162.
- Чернов Д. В. Символические образы времени в живописи / Д. В. Чернов // Вісник Харківської державної академії дизайну і мистецтв. № 6 2008. — Х.: ХДАДМ 2008. — с. 145—160.

## Наиболее масштабные выставки с участием Д. Чернова
Количество выставок с участием Д. Чернова — более 80. Наиболее масштабные:
- Всеукраинская выставка «Мальовнича Україна», Херсон, 1997.
- Всеукраинская выставка, посвященная 60-летию СХУ, Киев, 1998.
- Всеукраинская выставка, посвященная 155-летию И. Репина, Киев, 1999.
- Всеукраинская выставка, посвященная Т. Г. Шевченко, Киев, 1999.
- Всеукраинская выставка «Мальовнича Україна», Черкассы, 1999.
- Всеукраинская выставка, посвященная Дню художника в 2002.
- Всеукраинская выставка, посвященная 65-летию СХУ, Харьков, 2003.
- Всеукраинская рождественская выставка, Киев, декабрь 2003 — январь 2004.
- Выставка графики и живописи, Галерея «Маэстро», май 2004.
- Международная выставка украинского мастерства «Разнообразие цветов», Афины, 15 августа — 30 сентября 2004.
- Выставка «Quadri-Fluus», в галерее «Маэстро», г. Харьков, октябрь 2005.
- Международная выставка «Мини-принт», ADOGI, Барселона, 2006.
- Выставка, посвященная Дню Художника, г. Харьков, Дом Художника, октябрь-ноябрь 2006.
- Выставка «Маэстро и ученик», выставочный зал «АВЭК», г. Харьков, 2006.
- Выставка посвященная десятилетию галереи «Маэстро», Харьков, 2007.
- Международная выставка «Мини-принт», ADOGI, Барселона, 2007.
- Выставка преподавателей и сотрудников Харьковских высших учебных заведений, декабрь 2007.
- «Erasmus Day Live» Palazzina di Caccia di Stupinigi, Турин, июнь 2008.
- Выставка графики, Дом художника (Харьков), г. Харьков, 2009.
- Всеукраинская выставка графики им. Якутовича, Киев, Дом художника 2010.
- Выставка графики и скульптуры, Дом художника, г. Харьков, 2010.
- «Графический инсайт», июнь-сентябрь 2009, Харьковский государственный университет имени В. Н. Каразина.
- Выставка графики и скульптуры, Дом художника, г. Харьков, 2010.
- «Рождественская выставка», Харьков, Дом Художника, 2010—2011.
- Выставка автопортретов. Галерея «Академия», Харьков, март 2011.
- «Тропинками Харьковщины», Харьков, галерея «Искусство Слобожанщины», август 2011.
- Выставка ко дню художника, Харьков, Дом Художника, октябрь-ноябрь 2011.
- Персональная выставка «КарнанДаШик», Дом Нюрнбергера, октябрь 2012
- Персональная выставка «50-оттенков серого. Картины карандашиком», Галерея «Гамма», Киев, февраль 2013
- Персональная выставка «Картины карандашиком», галерея «Елисаветград», Кировоград, июль-август 2013
- Персональная выставка живописи «Время, природа, впечатления» Галерея искусств г. Северодонецк, Луганская область, октябрь 2013
- персональная выставка графики и живописи «Свет и цвет», галерея «Мистецтво Слобожанщини», Харьков январь — февраль 2014
- Персональная выставка живописи, галерея «На Костюринском», Харьков, июль 2014
- Прощальная персональная выставка живописи и графики в Харькове, Дом художника, сентябрь 2014
- «Художники Рязани» Рязанский государственный областной художественный музей им. И. П. Пожалостина, октябрь 2015
- «Открытый урок» ЦДХ, Москва апрель-май 2016.
- Персональная выставка "Живопись. Рисунок. Автопортрет. Выставочный зал РФ МГУКИ, г. Рязань март-июнь 2017
- 30-я юбилейная выставка «Мост» в галерее Лаза Костич, г. Сомбор, Сербия, январь — февраль 2017